# ヒッチャー (2007年の映画)
『ヒッチャー』（原題：The Hitcher）は、2007年制作のアメリカ合衆国のサイコスリラー映画。『ヒッチャー』のリメイク。製作はマイケル・ベイ。前作でルトガー・ハウアーが演じた殺人鬼をショーン・ビーンが演じている（ショーン・ビーンはマイケル・ベイが監督した『アイランド』にも出演している）。

## あらすじ
グレースとジムは、同じ大学に通う恋人同士で共に21歳。春休みを利用して、二人でドライブ旅行を楽しんでいた。
ある雨の日、走行中に車を止めて立ち止まっている男を見つけるが、不穏なものを感じたためその場から去る。その後、立ち寄ったコンビニでその男ジョン・ライダーに再度出くわし、車が壊れたと言ってきたため彼を目的地まで乗せることにする。しかし、ジョンは突如豹変してジムの携帯電話をへし折り、更に刃物を振りかざしてグレースとジムを脅す。恐怖を感じたジムはジョンを車から蹴落として何とか難を逃れる。だが、男の執念深さは想像を遥かに超えていた。
翌日、隣の車線の家族連れの車にジョンが同乗しているのを見つけた二人は、彼らに危険を警告しようとするが、対向車を避けようとしてクラッシュしてしまう。仕方なく徒歩で移動をしていると、先程の家族連れの車が路傍に止まっており、車内には子どもと母親の死体があった。ナイフで刺された状態の父親はまだ生きていたため、二人は彼を救おうとしてその車を走らせるが、彼は息絶えてしまう。グレースとジムの二人は殺人の疑いをかけられて警察署に連行される。埒が明かない取り調べを受けていたグレースが、扉に鍵がかかっていない事に気づいて部屋の外に出ると、署員たちが皆殺しにされていた。ジョンはジムの前へ現れるが、彼を殺しはせずに去っていく。グレースとジムは銃を拾い、警察署から逃げ出す。エストリッジ警部が捜査を始め、二人が犯人ではないことをすぐに察する。だが、警官を撃ったジョンの犯行を警察は二人の仕業だと勘違いし、ヘリまで加わったカーチェイスに発展してしまう。
ジョンによる妨害もあって、警察から逃れることができたグレースとジムはモーテルに身を寄せた。ジムが電話のために外に出て、グレースが一人眠っていると、そこへジョンが襲いかかる。グレースはバスルームに逃げ込み、ジョンの気配がしなくなるまで待ち、その後ジムを探しに表へと出る。ジムはすぐに見つかったが、トラックとトレーラーの間に手首と足首を繋がれた状態で助けを求めていた。トラックに乗ったジョンがアクセルを踏むとジムの体は引きちぎられそうになり、グレースはジョンに銃を向けて止めさせようとする。ジョンは「撃て」と言うが、グレースは引き金を引けなかった。現場に警察が到着してトラックを包囲するなか、ジョンがアクセルを踏み込み、ジムの体は二つに裂けてしまう。
グレースの疑いは晴れ、ジョンは逮捕された。エストリッジはグレースに、本物のジョン・ライダーは行方不明であり、男の正体は謎であると話す。ジョンは護送車で、グレースはエストリッジの運転する車で同じ方角へと移動する。だが、道中でジョンは手錠を外して警備を殺害。護送車は横転して対向車と衝突し、エストリッジの車も巻き込まれる。グレースは、足を挟まれて動けなくなったエストリッジの銃を奪い、ジョンを殺そうと護送車に近寄るが、逆にジョンによって護送車に押し込められる。漏れ出たガソリンにジョンが発砲、護送車は火に包まれた。辛くも脱出したグレースの目の前で、ジョンはエストリッジの頭を撃ち殺害する。立ち去ろうとするジョンの背中を、グレースは護送車に積まれていたショットガンで撃ち、振り向いたところを今度は胸を撃つ。くずおれたジョンは「気持ちいいもんだろ？」と尋ねるが、グレースは「別に何も感じない」と言い放ち彼の頭を撃ち抜いた。

## キャスト
| 役名                     | 俳優               | 日本語吹替 |
| ------------------------ | ------------------ | ---------- |
| ジョン・ライダー         | ショーン・ビーン   | 大塚芳忠   |
| グレース・アンドリュース | ソフィア・ブッシュ | 杉本ゆう   |
| ジム・ハルジー           | ザカリー・ナイトン | 加瀬康之   |
| エストリッジ警部         | ニール・マクドノー |            |